# Montier-en-Der
Montier-en-Der är en kommun i departementet Haute-Marne i regionen Grand Est (tidigare regionen Champagne-Ardenne) i nordöstra Frankrike. Kommunen ligger i kantonen Montier-en-Der som tillhör arrondissementet Saint-Dizier. År 2018 hade Montier-en-Der 1 966 invånare.

## Befolkningsutveckling
Antalet invånare i kommunen Montier-en-Der
| Referens: INSEE |